# Jyrki Nieminen
Jyrki Nieminen (* 30. März 1951 in Salo) ist ein ehemaliger finnischer Fußballspieler und -trainer. Er bestritt 45 Länderspiele für die finnische Nationalmannschaft.

## Laufbahn
Nieminen begann mit dem Fußballspielen bei Salon Vilpas. 1971 wechselte der Stürmer zu Turku PS. Zwei Jahre später kehrte er wieder zu Salon Vilpas zurück. 1976 wechselte er zu HJK Helsinki, ehe er 1978 zu IFK Eskilstuna in die Division 2 ging.
Nach einem Jahr in der schwedischen Zweitklassigkeit wurde er vom Traditionsverein AIK in die Allsvenskan geholt. Hier war er Stammspieler, stieg jedoch am Ende der Spielzeit mit dem Klub in die zweite Liga ab. Dort wurde unter Trainer Bo Petersson der Stürmer zum Verteidiger umfunktioniert. Auch auf dieser Position konnte er sich in der Stammelf behaupten und kehrte nach nur einer Spielzeit mit dem Verein wieder in die Erstklassigkeit zurück.
Nach zwei Jahren im hinteren Tabellenbereich, wobei in der Spielzeit 1982 erst in der Relegation gegen Djurgårdens IF der Klassenerhalt geschafft wurde, überraschte der Klub in der Spielzeit 1983 die Konkurrenz. Mit dem wieder als Stürmer eingesetzten Nieminen gelang in der Liga der erste Platz, jedoch scheitere man im Meisterschaftshalbfinale an IFK Göteborg.
Im Frühjahr 1984 kehrte Nieminen aus beruflichen Gründen nach Finnland zurück und lief für Vantaan Palloon auf. Im Sommer wurde er jedoch von AIK-Trainer Rolf Zetterlund zurückgeholt, kam aber nur noch fünfmal für die Schweden zum Einsatz. 1985 kehrte er wieder nach Finnland zurück. Sein neuer Arbeitgeber wurde sein ehemaliger Klub HJK Helsinki. 1985 und 1987 holte er mit dem Verein den finnischen Meistertitel und beendete anschließend seine Karriere.
1989 übernahm er seinen ersten Posten als Trainer. Bis 1992 betreute er die finnische Frauennationalmannschaft. Ab 1990 übernahm er zudem die finnische U21-Auswahl und 1991 betreute er eine Saison lang HJK Helsinki. Bis 1997 blieb er beim Verband als Trainer der Nachwuchsnationalmannschaft tätig.